# Conopariella pallidipes
Conopariella pallidipes är en tvåvingeart som först beskrevs av Günther Enderlein 1922.  Conopariella pallidipes ingår i släktet Conopariella och familjen bredmunsflugor. Inga underarter finns listade i Catalogue of Life.